# Passer cinnamomeus
El gorrión rutilante (Passer rutilans) es una especie de ave paseriforme de la familia Passeridae propia de Asia.

## Descripción
Su aspecto es el de un fornido pajarito comedor de semillas con un grueso pico, tiene un cuerpo de cerca de 14 cm. Su plumaje es principalmente de tonos castaños rojizos en las partes superiores y gris en las inferiores. Presenta Dimorfismo sexual, con el plumaje de ambos sexos recubierto por unos patrones similares a los de los Passer domesticus de su mismo sexo. Su vocalización son trinos dulces y musicales, que cuando están juntos forman una canción.

## Taxonomía
Estudios del ADN mitocondrial muestran que el gorrión rutilante es un vástago temprano o especie basal entre los gorriones de babero negro del Paleártico. 
La filogenia y taxonimia molecular de esta especie ha sido puesto en contexto con otras especies de Passer por Arnaiz-Villena et al

## Distribución y habitat
El gorrión rojizo (Passer ruficinctus) habita en determinadas regiones del este de Asia y a lo largo de la cordillera del Himalaya. No está claro si su distribución es continua entre estas dos zonas, ya que la situación política en el valle del río Brahmaputra, cerca de la frontera entre China e India, limita el acceso a esa área.
En el Himalaya, esta especie se reproduce desde el noreste de India y el sureste del Tíbet, abarcando Bután, Sikkim, Nepal, Uttarakhand y Himachal Pradesh, hasta llegar a Cachemira y Nuristán, en Afganistán. Durante los meses de noviembre a abril, el gorrión rojizo realiza desplazamientos altitudinales hacia zonas más bajas en muchas de estas regiones.
En el este de Asia, el gorrión rojizo (Passer ruficinctus) se encuentra en Sajalín, las islas Kuriles, una pequeña parte del territorio continental de Rusia, Japón, el sur de Corea y el norte de China, donde se comporta principalmente como una especie migratoria. También está presente en el sur de China, Taiwán y las zonas montañosas de Birmania, el sur del noreste de la India, Laos y Vietnam, donde su presencia es mayormente residente.
Durante el invierno, el gorrión rojizo puede observarse como visitante estacional en el sur de Japón, el extremo meridional de China y el norte de Tailandia. En esta región, la migración otoñal suele producirse entre los meses de agosto y noviembre. 
El gorrión rojizo parece ser abundante en la mayoría de los hábitats a lo largo de la mayor parte de su amplia distribución,  y en algunas zonas se encuentra entre las aves más comunes.    En el sudeste asiático, su distribución se ha reducido en elevaciones más bajas debido al calentamiento global, pero también se ha desplazado a elevaciones más altas y sigue siendo común.  Aunque no se ha cuantificado su población global, la Lista Roja de la UICN la considera una especie de menor preocupación por su extinción global. 
.  